# استراتفرد (کالیفرنیا)
استراتفرد، کالیفرنیا (به انگلیسی: Stratford) یک سکونتگاه مسکونی در کالیفرنیا است که در شهرستان کینگز، کالیفرنیا واقع شده‌است.

## خصوصیات
استراتفرد ۱٫۷۶۹ کیلومترمربع مساحت و ۱٬۲۷۷ نفر جمعیت دارد و ۶۲ متر بالاتر از سطح دریا واقع شده‌است.